# Aktivisme
Aktivisme kan beskrives som en aktivitet med henblik på at skabe social eller politisk forandring. Denne handling udfolder sig som regel som støtte eller opposition til en ofte kontroversiel sag eller et omdiskuteret argument. Aktivisme indbefatter ofte strategier for udbredelse af ideologiske synspunkter, hvor fysiske handlinger eller symbolske handlinger bruges som argumentation.
Aktivisme og folkelige protester har eksisteret siden antikken, hvor jævne mænd og kvinder med varierende held har forsøgt at bekæmpe uretfærdighed og undertrykkelse.
I de tidligste studier af politisk deltagelse og aktivitet interesserede man sig først og fremmest for aktiviteter rettet mod det etablerede politiske system.
Senere er der sket en opblødning af denne definition, sådan at borgernes politiske deltagelse er udvidet til at omfatte mange andre områder og aktivitetstyper. I dag opereres der med ret åbne definitioner af ”politisk deltagelse” og ”politisk aktivisme”, hvor der medregnes, citat:
| Citat                 | alle frivillige aktiviteter, som borgerne involverer sig i, med henblik på at påvirke – enten direkte eller indirekte – politiske beslutninger på forskellige niveauer af det politiske system. | Citat |
| Kaase & Marsh 1979:42 | |       |

## Forskellige typer for aktivisme
- Protest
- Civil ulydighed
- Økonomisk aktivisme
  - Boykot
- Internetaktivisme
  - Digital aktivisme[4]
  - Hacktivisme (Hackning)[5]
- Politisk aktivisme
  - Lobbyisme
  - Propaganda
  - Demonstration
- Krig
  - Oprør
  - Terrorisme
- Ungdomsaktivisme
  - Studenteroprør